# Acraea moluccana
Acraea moluccana is een vlinder uit de familie van de Nymphalidae. De wetenschappelijke naam van de soort is voor het eerst geldig gepubliceerd in 1860 door C. Felder.

## Ondersoorten
- Acraea moluccana moluccana
- Acraea moluccana buruensis Rothschild, 1899
- Acraea moluccana nebulosa Hewitson, 1861
- Acraea moluccana pella Fruhstorfer, 1907
- Acraea moluccana pollonia Godman & Salvin, 1888